# Carex liuii
Carex liuii là một loài thực vật có hoa trong họ Cói. Loài này được T.Koyama & T.I.Chuang mô tả khoa học đầu tiên năm 1960.